# تيد كوهلر
تيد كوهلر (بالإنجليزية: Ted Koehler)‏ هو كاتب أغاني وملحن وشاعر أمريكي، ولد في 14 يوليو 1894 في واشنطن العاصمة في الولايات المتحدة، وتوفي في 17 يناير 1973 في سانتا مونيكا في الولايات المتحدة.

## وصلات خارجية
- تيد كوهلر على موقع IMDb (الإنجليزية)
- تيد كوهلر على موقع الموسوعة البريطانية (الإنجليزية)
- تيد كوهلر على موقع ميوزك برينز (الإنجليزية)
- تيد كوهلر على موقع قاعدة بيانات برودواي على الإنترنت (الإنجليزية)
- تيد كوهلر على موقع أول ميوزيك (الإنجليزية)
- تيد كوهلر على موقع ديسكوغز (الإنجليزية)